# Порубка (Словаччина)
Порубка (словац. Porúbka) — село в Словаччині, Бардіївському окрузі Пряшівського краю. Розташоване в північно-східній частині Словаччини, у Низьких Бескидах в долині річки Топля.
Вперше згадується у 1427 році.
В селі є екуменічний костел з 2006 року, який використовує громада римокатоликів і протестантів.

## Населення
| Рік:            | 1994. | 2004.   | 2014.   | 2024.   |
| --------------- | ----- | ------- | ------- | ------- |
| Кількість осіб: | 244   | 238     | 218     | 213     |
| Різниця:        |       | -2,45 % | -8,40 % | -2,29 % |

| Рік:            | 2023. | 2024.   |
| --------------- | ----- | ------- |
| Кількість осіб: | 219   | 213     |
| Різниця:        |       | -2,73 % |

В селі проживає 228 осіб.
Національний склад населення (за даними останнього перепису населення — 2001 року):
- словаки — 99,60%
- угорці — 0,40%

Склад населення за приналежністю до релігії станом на 2001 рік:
- протестанти — 48,62%,
- римо-католики — 45,45%,
- греко-католики — 0,40%,